# 서울특별시도 제51호선
서울특별시도 제51호선 (온수 ~ 망우선)은 서울특별시 구로구 온수동 시계에서 중랑구 망우동 시계를 잇는 특별시도 노선이다. 이 노선은 도로법에 의해 서울특별시에서 고시한 특별시도 노선으로, 도로 표지판에서는 안내되지 않는다. 노선의 대부분이 국도와 중복되는 것이 특징이다.

## 경유도로
- 경인로: 구로구 시계 ~ 서울교
- 여의대로: 서울교 ~ 마포대교 북단
- 마포대로: 마포대교 북단 ~ 아현교차로
- 신촌로: 아현교차로 ~ 충정로사거리
- 충정로: 충정로사거리 ~ 서대문역
- 새문안로: 서대문역 ~ 세종대로사거리
- 종로: 세종대로사거리 ~ 신설동역
- 왕산로: 신설동역 ~ 시조사삼거리
- 망우로: 시조사삼거리 ~ 망우리고개 (시계)